# Swingowanie z Finkelami
Swingowanie z Finkelami (ang. Swinging with the Finkels) – brytyjsko-amerykańska komedia romantyczna z 2011 roku wyreżyserowana przez Jonathana Newmana. Wyprodukowana przez wytwórnię Kintop Pictures, Reliance, Starlight Films i Filmaka.com.
Premiera filmu odbyła się 17 czerwca 2011 w Wielkiej Brytanii. Zdjęcia do filmu zrealizowano w Cambridge i Londynie w Anglii w Wielkiej Brytanii.

## Opis fabuły
Po dziewięciu latach małżeństwa Ellie (Mandy Moore) i Alvin (Martin Freeman) Finkelowie dochodzą do wniosku, że seks nie przynosi im już takiej satysfakcji jak kiedyś. Mówią o tym swoim przyjaciołom, Peterowi (Jonathan Silverman) i Janet (Melissa George). Okazuje się, że mają oni pomysł, jak im pomóc. Jest on jednak dość ryzykowny.

## Obsada
Źródło: Filmweb
- Mandy Moore jako Ellie Finkel
- Martin Freeman jako Martin Finkel
- Melissa George jako Janet
- Jonathan Silverman jako Peter
- Edward Akrout jako Andrew
- Daisy Beaumont jako Clementine
- Tim Beckmann jako Jim
- Paul Chowdhry jako Henry